# Robert Bakalář
Robert Bakalář (6. června 1940 – 3. srpna 2011) byl český a československý sportovní novinář, televizní redaktor a sportovní komentátor. Jeho oborem byla cyklistika, které se jako novinář věnoval od roku 1965 až do své smrti. Šlo o bývalého sportovního redaktora a komentátora někdejší Československé televize (od roku 1980 do roku 1990), který poté působil 15 let jako komentátor české verze televizní stanice Eurosport. Jako sportovní komentátor Hlavní redakce sportu Československé televize odkomentoval 10 ročníků Závodů míru (na televizní motorce), později pak na televizní stanici Eurosport i 15 ročníků nejznámějšího cyklistického závodu světa Tour de France. Krátkodobě spolupracoval i s televizí Nova Sport.
Robert Bakalář je autorem celkem 13 knih ze sportovního prostředí, ta první pojednávala o Janu Kodešovi. Mezi nejpozoruhodnější[zdroj?] díla patří jeho poslední kniha Ztracená léta – příběh hokejového zločinu, což je původně soubor reportáží pojednávajících o politické perzekuci československých hokejistů v 50. letech 20. století, která byla původně psána pro časopis Stadion, v ucelené formě vyšla knižně až v roce 1990 po Sametové revoluci.
Zemřel dne 3. srpna 2011 na následky onemocnění rakovinou, jen nedlouho poté, co s vypětím všech sil odkomentoval všechny etapy svého posledního ročníku Tour de France 2011.
Bakalář byl dříve členem KSČ. Na otázku, jestli byl v KSČ, odpověděl Bakalář v jednom rozhovoru: "Byl, ale nemám pocit, že mám lepru.“ Podle Cibulkových seznamů byl také spolupracovníkem StB. Že spolupracoval s tajnou policií ale označil za nepravdu.[zdroj?]

## Působiště
- Redakce časopisu Stadion (do roku 1979)
- Československý rozhlas (1979–1980)
- Československá televize (1980–1990)
- Česká verze televizní stanice Eurosport
- Nova Sport

## Dílo
- Bílé údery (1978) – povídková kniha z tenisového prostředí
- Cena rekordu (1980) – reportáže o významných světových sportovcích
- Dukla s olympijskou vlajkou (1980) – kniha vydaná na počest olympijských her 1980 v Moskvě, pojednává o armádních sportovcích
- Zlatá kniha cyklistiky
- Zlatý expres (o Antonu Tkáčovi)
- Ztracená léta – příběh hokejového zločinu (1990, spoluautor Vladimír Škutina)